# Elecciones generales de Sudáfrica de 1977
Las elecciones generales de Sudáfrica  de 1977 se celebraron el 30 de noviembre de 1977. El Partido Nacional, dirigido por B. J. Vorster obtuvo una victoria aplastante en la Cámara de la Asamblea. El recién formado Partido Federal Progresista, dirigido por Colin Eglin, se convirtió en la oposición oficial. El Partido de la Nueva República, sucesor del Partido Unido, ganó solo 10 escaños, todos menos uno de ellos en la provincia de Natal. Una vez más, el Partido Nacional Reconstituido no logró ganar ningún escaño.
En las elecciones de 1977, el Partido Nacional recibió su mejor resultado de la historia con el apoyo del 65% de los votos y (después de una elección parcial) 135 escaños de 165 en el parlamento. Sin embargo, Vorster renunció como primer ministro por supuestas razones de salud el 28 de septiembre de 1978.

## Antecedentes
El 11 de febrero de 1975, cuatro parlamentarios liberales liderados por Harry Schwarz se separaron del Partido Unido y crearon el Partido Reformista. El partido se fusionó con el Partido Progresista el 25 de julio de 1975 para formar el Partido Reformista Progresista. En 1977, otro grupo de miembros del Partido Unido dejó el partido para formar el Comité para una Oposición Unida, que luego se unió al Partido de la Reforma Progresista para formar el Partido Federal Progresista. Esto demostró realinear la oposición en el Parlamento, ya que el PFP se convirtió en el partido oficial de la oposición.

## Sistema electoral
Los miembros de la Cámara de la Asamblea fueron elegidos en circunscripciones uninominales a través de escrutinio mayoritario uninominal. El Senado estaba formado por 51 miembros: 43 elegidos por los colegios electorales de las cuatro provincias del país (16 para el Transvaal, 11 para la Provincia del Cabo y ocho para el Estado Libre de Orange y Natal) y ocho nombrados por el Presidente del Estado (dos para cada provincia). Solo los sudafricanos blancos eran elegibles para votar.

## Resultados electorales
Debido a la muerte del candidato del Partido Nacional en la circunscripción de Springs, un escaño quedó vacante hasta que se celebró una elección parcial, que fue ganada por el NP. De esta manera, el número total de escaños ascendió a 165.
|  | 65.34 % |

|  | 16.95 % |

|  | 12.15 % |

|  | 3.26 % |

|  | 1.71 % |

|  | 0.60 % |

|  | 48.52 % |